# Stälker
Stälker ist eine neuseeländische Speed-Metal-Band aus Wellington, die 2016 gegründet wurde.

## Geschichte
Die Band wurde im Jahr 2016 gegründet und besteht aus dem Bassisten und Sänger David „Daif“ King, dem Gitarristen Chris Calavrias und dem Schlagzeuger Nick Oakes. Calavrias war bereits zuvor bei Razorwyre aktiv gewesen, woraufhin er sich mit King von der Gruppe Blood Knight zusammengetan hatte. Noch im selben Jahr erschien ein erstes Demo unter dem Namen Satanic Panic, dem sich im folgenden Jahr die Single Shadow of the Sword sowie das gleichnamige Album anschlossen. Auf dem Album ist unter anderem eine Coverversion des Death-Songs Evil Dead enthalten.

## Stil
Jan Jaedicke vom Rock Hard ordnete das Debütalbum dem klassischen Speed Metal zu. Im Interview mit ihm gab Calavrias an, dass Stälker durch den härteren, düsteren Blood-Knight-Einfluss „derber“ klinge als Razorwyre. Calavrias sei in den 1990er Jahren durch Skateboarding-Videos, die mit schnellem Punk unterlegt worden seien, beeinflusst worden, wodurch der Schritt zum Speed Metal nicht mehr weit gewesen sei. Er sei sich zwar nicht sicher, ob Stälker nach der ursprünglichen Definition überhaupt eine Speed-Metal-Band sei, jedoch versuche man so einen groben Vorgeschmack zu geben, was einen erwarte, und dass man „gradliniger, simpler, roher, untechnischer als Thrash-Bands“ sei. Beim Hören des Albums fühlte sich Jaedicke beim Sound der E-Gitarren vor allem an Destruction und Whiplash erinnert. Die Texte beschrieben meist „den Niedergang der Welt, aber mit echtem Metal-Vokabular“. Laut Calavrias zeichnet King für die Texte verantwortlich, der – beeinflusst durch Filme wie Mad Max und Horrorfilme – meist apokalyptische Szenarien thematisiere. Eine Ausgabe zuvor hatte Boris Kaiser Shadow of the Sword rezensiert und sich beim Hören des Albums zwar gelegentlich an Slayers Show No Mercy erinnert gefühlt, ansonsten würde er aber Stälker als „lupenreine Speed-Metal-Band im klassischen Sinne“ bezeichnen. Zudem würde er sie mit „ungewaschene[n] Agent Steel“, „schnellste[n] Exciter“ und Razor zu EP-Zeiten vergleichen. Insgesamt sei die Musik jedoch weder innovativ noch anspruchsvoll. Michael Meyer von Powermetal.de rezensierte das Album ebenfalls und beschrieb die Musik auch als Speed Metal im Old-School-Stil. Die Gruppe reihe sich somit bei Bands wie Evil Invaders und Vulture ein, die den klassischen Klang des Genres wiederbeleben würden. In den Songs erreiche der Gesang „schwindelerregende Höhen“ und die Riffs und Harmonien seien mitreißend, wobei man bei Letzteren gelegentlich Spuren von Iron Maiden heraushören könne. Das Schlagzeug besitze eine „treibende Kraft“, sodass trotz meist eintöniger Liedstrukturen keine Langeweile aufkomme. Da man eher europäisch/deutsch als amerikanisch/kanadisch zu Werke gehe, gab er insgesamt Iron Angel als Referenz an.

## Diskografie
- 2016: Satanic Panic (Demo, Eigenveröffentlichung)
- 2017: Shadow of the Sword (Single, Napalm Records)
- 2017: Shadow of the Sword (Album, Napalm Records)